# PZL.37 Łoś
ПЗЛ-37 «Лось» (пол. PZL.37 Łoś) — двухмоторный польский самолёт-бомбардировщик времён Второй мировой войны. Считается единственным польским самолётом, соответствовавшим стандартам авиации времён Второй мировой.

## История создания

### Краткое описание конструкции
Бомбардировщик воплотил в себе передовые концепции самолётостроения середины 1930-х годов, в числе которых были:
- свободнонесущая монопланная схема хорошо обтекаемых форм;
- гладкая металлическая обшивка;
- повышенная удельная нагрузка на крыло;
- профили крыла сравнительно небольшой относительной толщины;
- убирающееся шасси;
- закрытые кабины экипажа;
- взлётно-посадочная механизация крыла.

Именно эти технические решения выгодно отличали польский бомбардировщик от большинства подобных серийных машин, созданных в конце 1920-х — начале 1930-х годов. «Лось» принадлежал к бомбардировщикам последнего на тот момент поколения и обладал большей скоростью по сравнению с другими самолётами. По совокупности боевых качеств «Лось» относился к лучшим бомбардировщикам начального периода Второй мировой войны.
В СССР на два года раньше эти идеи были воплощены в родоначальнике советских скоростных бомбардировщиков самолёт СБ—первый из них был построенный в 1934 г. под руководством А. Н. Туполева. Также стоит отметить в польском самолёте большое количество импортных узлов и агрегатов (см. ниже), советский СБ выгодно отличался—все детали производились в СССР. Кроме того, как оказалось в ходе краткосрочного боевого применения "Лосей"—их скорость оказалась ниже расчётной. Также в ходе боёв была установлена крайне низкая возможность самозащиты с воздуха "Лосей" от атак самолётов Люфтваффе. И если с немецкими самолётами "Лоси" плохо, но справлялись—против советских истребителей (на стороне Румынии) они показали ещё более плохие результаты. Ко второй половине войны самолёты такого типа полностью устарели.

### Первое упоминание
Одним из первых иностранцев, увидевших новый самолёт, стал глава МИД Италии Галеаццо Чиано. На авиационном заводе министр иностранных дел увидел 54 выпущенных самолёта (всего же было выпущено около 120 самолётов), однако из них в полной боевой готовности было 27 машин. После возвращения в Италию Чиано отправил доклад о новом самолёте в министерство авиации (одновременно тот же доклад попал в Германию). Впрочем, самолёт был известен ещё раньше:
машина побывала на авиавыставках в Париже и Белграде, показав на скоростных испытаниях скорость 445 км/ч при бомбовой нагрузке в 2500 кг, и стала вторым самолётом-бомбардировщиком, чья максимальная скорость оказалась выше скорости истребителей. Первым был советский СБ (при не указанной нагрузке и наличии вооружения — скорость достигала 450 км/ч, но скорей всего ни один боевой самолёт на выставках не был с вооружением).

### История проекта
Проект был создан в 1934 году и получил индекс «Р.37». Он был призван заменить боевой вариант трёхмоторного самолёта Fokker F.VIIb-3m, который выпускался по лицензии в Люблине. Автором проекта был главный конструктор PZL Ежи Домбровский. Проект был одобрен в июле, а в октябре был создан деревянный макет. Поляки решили создать самолёт с алюминиевой конструкцией (она была дороже, но прочнее и легче). В апреле начали строиться четыре прототипа, три из которых предназначались для полётов, а четвёртый для статических испытаний.

### Конструкция
Фюзеляж самолёта типа полумонокок состоял из набора шпангоутов, Z-образных стрингеров и дюралевой обшивки. Механизация цельнометаллического крыла включала автоматические предкрылки и закрылки. Хвостовое оперение — однокилевое, рули высоты и направления выполнялись с триммером (как и элероны). Двигатель — 9-цилиндровый звездообразный Bristol Pegasus ХIIВ мощностью 860 л. с., который закрывался капотом NACA и приводил в движение металлические трёхлопастные винты DH «Hamilton Standart» диаметром 3,5 метра с изменяемым шагом. Двигатель и пропеллер выпускались в Польше по английской лицензии.
Было два одноколёсных шасси с масляно-пневматическими амортизаторами, которые убирались гидравликой в мотогондолы. В убранном положении колеса выступали примерно наполовину. Хвостовой костыль выполнялся неубираемым (в дальнейшем на нём появилось колёсико). Топливо размещалось в двух баках в мотогондолах (по 118 л каждый), в двух крыльевых (по 242 л) и одном фюзеляжном (780 л) за кабиной пилота.
В экипаж номинально входило четыре человека, однако чаще всего их было три: пилот, штурман-бомбардир и стрелок-радист. Штурман находился в застеклённом носу, руководил бомбоприцелом Herz RH32 и отвечал за стрельбу из 7,7-мм пулемета КМ wz.37. Стрелок-радист занимал место в открытой кабине у задней кромки крыла с плексигласовым козырьком и вёл стрельбу из двух пулемётов КМ wz.37. Пулемёты имели дисковые магазины, суммарный боезапас составлял 1700 патронов. Максимальная бомбовая нагрузка составляла 2600 кг, что предполагало установку двадцати 50- или 110-килограммовых бомб либо несколько тяжёлых 300-килограммовых бомб. Четвёртый член экипажа (стрелок из люковой пулемётной установки) добавлял возможности для защиты самолёта.

## Испытания самолётов

### Список прототипов
Всего было создано семь вариантов самолётов.
1. P.37/I
2. P.37/II
3. P.37/III
4. PZL.37A
5. PZL.37B
6. PZL.37C
7. PZL.37D

### P.37/I
Этот прототип был готов в начале 1936 года, но на статических испытаниях были выявлены слабые места конструкции, в результате чего полётные испытания были сдвинуты на некоторое время. В мае самолёт приступил к наземным пробежкам и опробованиям двигателей. Первый вылет планировался на 16 июня, но перед взлетом в левом двигателе разрушилась коробка приводов, что вынудило немедленно остановить испытания и отправить машину на ремонт. Лишь 1 июля летчик-испытатель фирмы PZL Иржи Видавский отправился на P.37/I в первый полёт.
В целом испытания прошли успешно, хотя были выявлены некоторые недостатки, которые, по заверениям конструкторов, легко должны были исправляться. Вскоре фирме PZL поступил официальный заказ на 30 бомбардировщиков с двигателями Pegasus XIIB. Самолёт впоследствии получил индекс Р.37 Łoś А.

### P.37/II
На втором прототипе были сделаны несколько дополнительных работ с учётом замечаний к первому. Кабину лётчика и стрелка расширили, а также установили мощный двигатель Pegasus XX (мощность 925 л. с.). Но самым главным отличием нового прототипа было новое двухкилевое оперение, что улучшило обзор стрелка и исключило вибрации. По предложению начальника бригады Петра Кубицкого шасси было улучшено: основные стойки сделали двухколёсными с шинами меньшего диаметра. Это шасси позволяло совершать безопасный взлёт и посадку даже при повреждении одной из покрышек, а также немного повышало скорость.
P.37/II приступил к летным испытаниям осенью 1936 года и стал прототипом серийного бомбардировщика Р.37 Łoś В. ВВС по программе поставки вооружений должны были получить 180 бомбардировщиков (30 из них — Р.37 Łoś А, а 150 — Р.37 Łoś В), из которых 124 машины должны ввестись в эксплуатацию к апрелю 1939 года. На первой заказанной партии из десяти Р.37 Łoś А стояли двигатели Pegasus XII и однокилевое хвостовое оперение, но в остальном самолёт соответствовал прототипу P.37/II. Ещё 20 самолётов получили обозначение Р.37 Łoś А bis и имели двухкилевое хвостовое оперение.

### P.37/III
К весне 1938 года был готов и третий прототип P.37/III с двухрядным звездообразным двигателем Gnome-Rhone 14N. Самолёт планировался как эталон для экспортных вариантов Р.37 Łoś С и Р.37 Łoś D. Впрочем, пробные полёты оказались неудачными: в июле 1938 года на испытаниях восемь самолётов разбились из-за потери управления, а у девятого отвалилось левое крыло. Оказалось, что руль направления становился неуправляемым на высоких скоростях. После ремонта самолётов проблема была решена.
Экспортный вариант Р.37 Łoś С развивал скорость 460 км/ч при помощи мотора Gnome-Rhone G14N01 мощностью 957 л. с. Р.37 Łoś D с двойным мотором Gnome-Rhone 14N21 мощностью 1035 л. с. по расчётам разгонялся до 490 км/ч. Бомбовая нагрузка в 2200 кг позволяла установить дальность самолётов соответственно 1450 и 1600 км, а нагрузка в 1760 кг плюс дополнительное топливо — соответственно 2600 и 2700 км. Испытывался P.37/III под присмотром специалистов технического авиационного института.

## Потенциальные импортёры самолёта
Потенциальные заказчики впервые могли ознакомиться с самолётом на Белградском авиасалоне в мае 1938 года. В Югославию прилетел самолёт Р.37 Łoś А bis с кодом SP-BNC, на котором установили двигатели Pegasus XX. Авиационные специалисты осматривали скоростную машину дольше всего. Через полгода самолёт прибыл на авиасалон в Париже и уже получил опознавательные знаки ВВС Польши. Вскоре в Польшу стали поступать заказы.

### Испания
Первым официальным экспортером бомбардировщика предполагалась республиканская Испания. Правительство страны заказало 50 машин Р.37 Łoś С, собираясь расплатиться через британские банки. Но контракт расторгли после введения с началом гражданской войны международного эмбарго на поставку в страну любого вооружения.

### Югославия
Весной 1939 года Югославия подписала контракт на поставку 10 бомбардировщиков Р.37 Łoś D до 1940 года.

### Болгария
Для Царских военно-воздушных сил предполагалось отправить к 1940 году 15 бомбардировщиков Р.37 Łoś D.

### Турция
Турция, использовавшая английские бомбардировщики, рассчитывала закупить 10 машин Р.37 Łoś D и собрать ещё 15 по лицензии PZL.

### Румыния
Самый большой контракт поступил из Румынии: 30 самолётов Р.37 Łoś D. Впрочем, с началом Второй мировой лётчики сами эвакуировались в Румынию, и Королевские ВВС Румынии использовали самолёты в боях с советскими частями.

### Греция
Летом к списку экспортеров добавилась Греция, заказав 12 машин Р.37 Łoś С. Велись переговоры и о лицензионной сборке перспективного самолёта.

### Другие страны
Производство Р.37 Łoś на своих авиационных заводах пожелали развернуть Бельгия, Дания, Эстония и Финляндия. Именно это решение устраивало польскую сторону, так как мощность завода в Варшаве не позволяла обеспечить всех желающих покупателей самолётами. Это предприятие собирались перенацелить на выпуск истребителя Р.50 «Ястреб» (пол. PZL.50 Jastrząb) и лёгкого бомбардировщика Р.45, но ни те, ни другие самолёты не были выпущены. Сборку «Лосей» планировалось передать на завод в Мелеце.

## Самолёты во Второй мировой

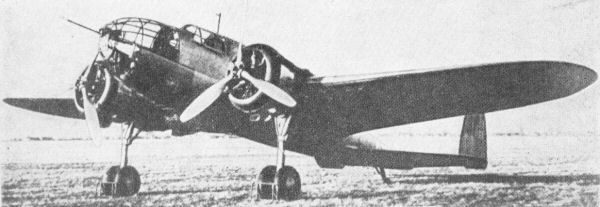
Бомбардировщик-прототип P.37/II

Утром 1 сентября 1939 года части вермахта перешли польскую границу, начав Вторую мировую войну. Соответственно с программой экспортных поставок было покончено. К тому моменту польские самолёты не были полностью готовы: всего 90 машин находились в полной готовности. Большинство «Лосей» было уничтожено после бомбардировок заводов в Варшаве и Мелеце. Немногие из самолётов уцелели после оккупации Польши, так как большинство было уничтожено из-за неверной системы командования, которая не предупреждала авиачасти о надвигающейся опасности.
Все соединения новейших бомбардировщиков подчинялись напрямую высшему командованию Войска Польского. Первой строевой частью ВВС, переучившейся на бомбардировщике «Лось В», стало осенью 1938 года X крыло 1-го полка в Варшаве. Крыло состояло из 18 машин (по 9 доставалось 211-й и 212-й эскадрильи). Бомбардировщики первых выпусков «Лось А» и «Лось А бис» направили в 213-ю учебную эскадрилью. Самолёты получили двойное управление, а летчик-инструктор занимал место штурмана в носовой части. В мае 1939 года к тренировкам на самолётах приступили экипажи XV крыла (варшавские эскадрильи 216 и 217).
В конце августа самолёты X крыла покинули столицу и перелетели на основной аэродром Улец под Деблином. Именно здесь они подверглись на земле атаке штурмовиков (впрочем, самолёты остались целы, только один бомбардировщик сломал шасси, попав в воронку от бомбы). 3 сентября самолёты отправились на бомбардировку Кёнигсберга, которая, впрочем, провалилась.
4 сентября «Лоси» начали атаковать войска немцев, двигавшиеся к Лодзи. После разведки ранним утром 27 самолётов нанесли два бомбовых удара по вражеским колоннам. Ещё пять бомбардировщиков XV крыла повторили вылет днем, атакуя вместе с пятеркой Р.37 Łoś В из X крыла вражеские цели на западе Польши. Поляки потеряли семь самолётов, но и немцы понесли серьёзный урон. Ещё два P.37 сгорели на аэродроме Кучины, попав под вражеский обстрел.
Из-за больших потерь и необходимости ремонта уцелевших машин 5 сентября лишь шесть «Лосей» XV крыла смогли отправиться на бомбардировку немцев под городом Радомско. 6 сентября они уничтожили три «мессершмитта», но понесли потери в размере 16 машин. Растущие потери вынудили 10 сентября срочно направить в передовые части учебные самолёты 213-й эскадрильи. На аэродроме в Малашевиче вооружали и переоборудовали безоружные «Лоси» с двойным управлением, но успели подготовить лишь три самолёта.
Стремительное наступление вермахта парализовало польскую армию, что привело к полному хаосу в штабе. Дефицит запчастей, боеприпасов и топлива приводил к плачевным последствиям, несмотря на отчаянное мужество пилотов Польши. 12 сентября «Лоси» совершили 17 вылетов, а 14 сентября на задание ушли три бомбардировщика. 16 сентября четыре Р.37 Łoś В атаковали немецкие войска под Хрубешувом, а три «сохатых» отбомбились у Влодавы. Это и были последние боевые вылеты самолётов. РККА 17 сентября перешла границу с востока, объявив о присоединении к СССР Западной Украины и Белоруссии. Польша как независимое государство перестала существовать, а все уцелевшие экипажи «сохатых» получили приказ бежать в Румынию.
Участие бомбардировщиков в скоротечной польской кампании оказалось в целом неудачным, так как скорость оказалась ниже плановой, а защитное вооружение не спасло от атак немецких Bf.109. Из всех бомбардировщиков 24 были сбиты в воздухе, а две машины были уничтожены штурмовиками. Впрочем, за две недели «Лоси» выполнили 100 боевых вылетов, сбросили 150 тонн бомб и уничтожили шесть истребителей Bf.109.

## Уцелевшие образцы
После разгрома Польши в Румынию перелетело около 200 самолётов ВВС Польши, большая часть которых приземлилась на аэродроме под Бухарестом. Среди этих машин было и тридцать «Лосей». Ещё два самолёта попали в СССР, где приняли участие в испытаниях на аэродромах БССР.

### PZL.37 «Лось» в СССР
Два самолёта «Лось» прибыли в СССР (о польских самолётах упоминается в книге П. М. Стефановского «Триста неизвестных»). Польские лётчики были задержаны, а командованию РККА поступила телеграмма о самолётах. Для перебазирования самолётов НИИ ВВС отправил лучших летчиков-испытателей и инженеров. К месту приземления «Лосей» прибыли начальник испытательного отдела сухопутных самолётов И. Ф. Петров, начальник отдела испытания моторов Г. А. Печенко, а также лётчики К. А. Калилец, М. А. Нюхтиков и П. М. Стефановский. Самолёты оказались исправными, и вскоре Печенко начал испытание самолётов. Хотя система управления отличалась от принятого стандарта в СССР, самолёты успешно достигли Бобруйска, где там подверглись обстрелу бдительных зенитчиков (к счастью, никто не пострадал).
На следующий день бомбардировщики перелетели на аэродром НИИ ВВС. Здесь с польскими самолётами ознакомили членов правительства и руководство ВВС, после чего пилоты провели тщательные испытания самолёта. В целом лётчики были удовлетворены машинами, так как те оказались простыми в технике пилотирования. Испытательная программа была довольно насыщенной, однако в ходе испытаний были и жертвы. Так, лётчик-инженер Б. Кощавцев, испытывавший самолёт И-15, оснащённый гермокабиной Щербакова, погиб в результате столкновения с «Лосём» (за штурвалом находился пилот-испытатель Лисицын).

#### Испытания самолёта в СССР
Сами испытания начались 13 октября 1939. К тому моменту «Лось» имел общий налёт 97,8 часа, совершил 519 посадок, а его моторы Bristol Pegasus XII эксплуатировались 134 часа, что близко к предельным показателям. Материальная часть самолёта, к этому моменту оказалась сильно изношенной, также часто возникали неисправности винтомоторной группы. Для повышения безопасности экипажа взлётную массу снизили до 6516 кг при нормальной массе 8570 кг. Стрелковое и бомбовое вооружение отсутствовало.
Испытывали бомбардировщик летчики П. М. Стефановский, М. А. Нюхтиков и A.M. Хрипков, а также штурман П. И. Перевалов. Ведущим инженером назначили М. И. Панюшкина. С 10 октября по 23 декабря 1939 года на бомбардировщике было совершено 39 полётов общей продолжительностью 10 часов 35 минут. Лётчики сделали следующий вывод:

[ Самолёт ] отличается хорошей устойчивостью на всех режимах полёта и допускает полёт с полностью брошенным ручным управлением на режимах крейсерской скорости 270—280 км/ч. Техника пилотирования… проще, чем у самолёта ДБ-3 и немного хуже, чем у СБ.
<…>

Главным достоинством P.37 стала хорошая аэродинамика: несмотря на малую мощность моторов Pegasus XII, самолёт у земли развивал скорость, почти равную скорости СБ и ДБ-3. Сравнительно небольшая скорость P.37 на расчётной высоте списывалась на малую высотность моторов, составлявшую всего 1200 м против 4000 метров у М-103 (на СБ) и 4700 метров у М-87А (на ДБ-3). По той же причине потолок и скороподъёмность «Лося» оказались невысоки и считались советскими исследователями гораздо ниже уровня требований для современных бомбардировщиков.
В числе достоинств были выявлены также:
- широкое использование открытых профилей и плазово-шаблонного метода изготовления отдельных агрегатов;
- рациональное конструктивное выполнение силовой схемы фюзеляжа (был сделан проход, что обеспечило хорошую связь членов экипажа в полёте);
- корректное расположение приборов;
- высокая эффективность предкрылков.

Исследователи заинтересовались схемой и кинематикой уборки шасси. Отмечалось, что из-за малого диаметра колес шасси полностью убираются (этим выделялся «Лось»), при этом самолёт обладал хорошей проходимостью. Ещё одной особенностью было размещение всей бомбовой нагрузки во внутренних бомбовых отсеках, что не портило аэродинамику самолёта. Бомбоотсеки были устроены в фюзеляже (крупные бомбы) и в корневых частях крыла (малые бомбы). Впрочем, оценка была дана нейтральная, так как самолёт не брал крупные 500-килограммовые бомбы, в отличие от СБ и ДБ-3. Испытания бомбардировщика «Лось» в НИИ ВВС закончились в декабре 1939 года, после чего его следы теряются.

### PZL.37 «Лось» в Румынии
Прибывшие в Румынию самолёты были переданы Королевским военно-воздушным силам (а выжившие польские пилоты отправились на Ближний Восток). Все бомбардировщики Р.37 вошли в состав 4-й группы 1-й бомбардировочной флотилии в Брашове. Самолёты были разделены в 76-й и 77-й эскадрильях. В течение 1940 года самолёты несколько раз перебазировались. Румынские пилоты серьёзно критиковали самолёты ввиду частых аварий (из всех самолётов восемь погибли в катастрофах), а виной частых аварий была нехватка опыта и ресурсов. Из-за этой статистики румынские экипажи «Лосей» саркастически называли себя «командой самоубийц».
Весной 1941 года 4-я группа перелетела на аэродром Фошканы у самой границы с СССР для участия в операции «Барбаросса» вместе с пилотами люфтваффе, но уже в первый день войны большая часть самолётов была уничтожена советскими лётчиками: 22 июня в 14:00 с аэродрома Измаил на перехват девяти румынских Р.37 были отправлены три И-153 и 14 самолётов И-15бис 96-й отдельной истребительной эскадрильи ВВС Черноморского флота. Группой руководил капитан Коробицын. В воздушном бою над Дунаем группа уничтожила пять бомбардировщиков, не понеся никаких потерь. Попытка перевести самолёты в Тарутино не принесла успехов: на этот раз самолёты стали разбиваться из-за нехватки запчастей и топлива, что вынудило лётчиков вернуться в октябре 1941 года в Румынию.
Несколько машин передали в летную школу в Бузэу, где на них тренировались экипажи бомбардировщиков Junkers Ju 88. Все оставшиеся самолёты 77-й эскадрильи разобрали на запчасти для оснащения 76-й эскадрильи. Вскоре в мае 1944 года устаревшие бомбардировщики были окончательно сняты с вооружения и переданы в лётную школу в качестве учебных. В августе 1944 года войска Красной Армии, свергнувшие фашистскую власть Антонеску, обнаружили ещё несколько уцелевших «Лосей», на этот раз уже учебных самолётов.

## Технические характеристики образцов
|                                                                                              | PZL.37A                         | PZL.37B                      | PZL.37C                   | PZL.37D                        |
| Размеры                                                                                      | Размеры                         | Размеры                      | Размеры                   | Размеры                        |
| -------------------------------------------------------------------------------------------- | ------------------------------- | ---------------------------- | ------------------------- | ------------------------------ |
| Размах крыла, м                                                                              | 17,93                           | 17,93                        | 17,93                     | 17,93                          |
| Длина, м                                                                                     | 12,92                           | 12,92                        | 12,92                     | 12,92                          |
| Высота, м                                                                                    | 4,25                            | 4,25                         | 4,25                      | 4,25                           |
| Площадь крыльев, м²                                                                          | 53,5                            | 53,51                        | 53,51                     | 53,58                          |
| Масса                                                                                        |                                 |                              |                           |                                |
| Взлётная, кг                                                                                 | 9105 (макс.)                    | 9120 (макс.)                 | 9120                      | 9170                           |
| Пустая, кг                                                                                   | 4920 (макс.)                    | 4935 (макс.)                 | 5000                      | 5050                           |
| Скоростные показатели                                                                        |                                 |                              |                           |                                |
| Максимальная скорость, км/ч / соответствующая высота, м / максимальная бомбовая нагрузка, кг | 396 / 2585 / 1995               | 412 / 2625 / 1995            | 460 / 4600 / 2000         | 490 / 5000 / н/д               |
| Минимальная скорость, км/ч                                                                   | 115                             | 125                          | 120                       | нет данных                     |
| Практический потолок, м (масса самолёта 8580 кг)                                             | 4800                            | 5900                         | 7000                      | нет данных                     |
| Дальность полёта, км                                                                         |                                 |                              |                           |                                |
| С полной бомбовой нагрузкой и без дополнительного топлива                                    | 1400                            | 1500                         | 1600                      | нет данных                     |
| С дополнительным запасом топлива (900 л) и 1760-килограммовой бомбовой нагрузкой             | 2400                            | 2600                         | 2700 (1600 кг бомб)       | нет данных                     |
| Двигатели: два 9-цилиндровых двигателя звездообразной формы с воздушным охлаждением          |                                 |                              |                           |                                |
| Модель двигателя и мощность                                                                  | Bristol Pegasus XII B 873 л. с. | Bristol Pegasus XX 918 л. с. | Gnôme-Rhône NO1 970 л. с. | Gnôme-Rhône NO20/21 1050 л. с. |

## Похожие самолёты
- PZL.49 Miś
- LeO 451, Amiot 351, Bloch MB.175, SNCAC NC.150
- Bristol Blenheim, Handley Page Hampden
- North American B-25 Mitchell, Martin Maryland
- Dornier Do 17, Heinkel He 111
- Savoia-Marchetti SM.79, Cant Z.1007
- Mitsubishi G3M
- Fokker T.V
- Ил-4